# Јеремија Печерски
Јеремија Печерски или Јеремија Прозорљиви је православни руски светитељ из 11. века.
Био је монах у Кијевско-печерској лаври. У његовом житију стоји да је имао дар који да види будућност и прозре духовно стање човека.
По манастирском предању, велики печерски светитељи Антоније и Теодосије Печерски, присуствовали су њеоговом примању велике схиме.
Умро је 1070. године, у дубокој старости.
Православна црква га прославља 5. октобра по јулијанском календару.